# Perleidechse
Die Perleidechse (Timon lepidus) ist die größte europäische Eidechse und gehört innerhalb der Familie der Echten Eidechsen (Lacertidae) zur Gattung Timon. Bis vor einigen Jahren wurde die Art noch in der Gattung Lacerta geführt.

## Verbreitung

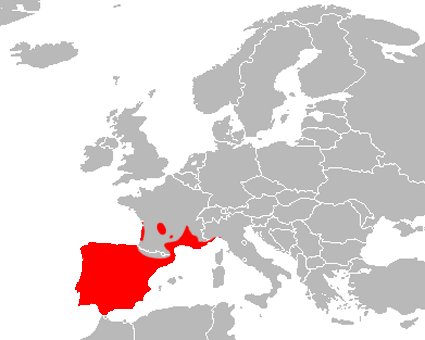
Verbreitungsgebiet

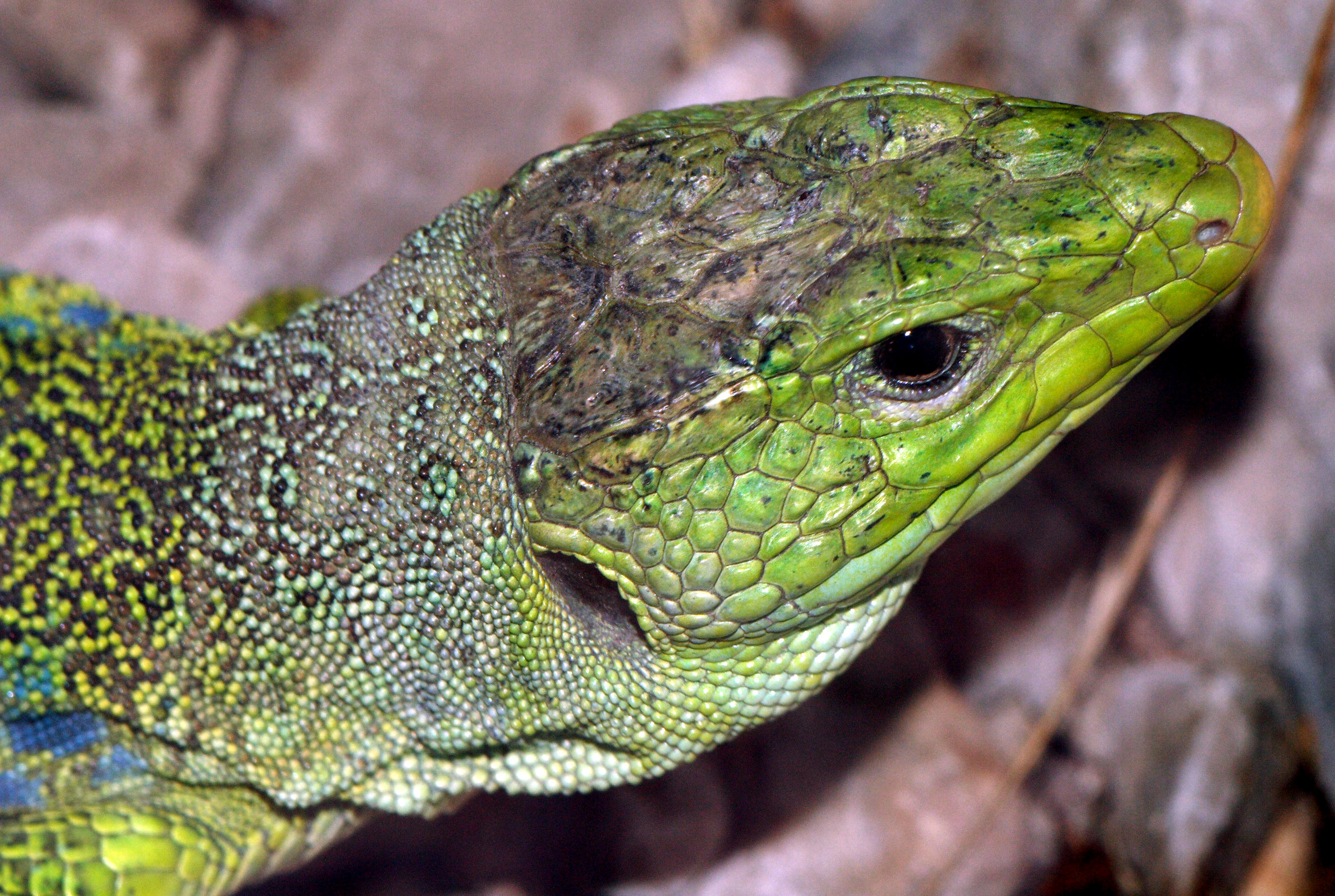
Kopfstudie Perleidechse

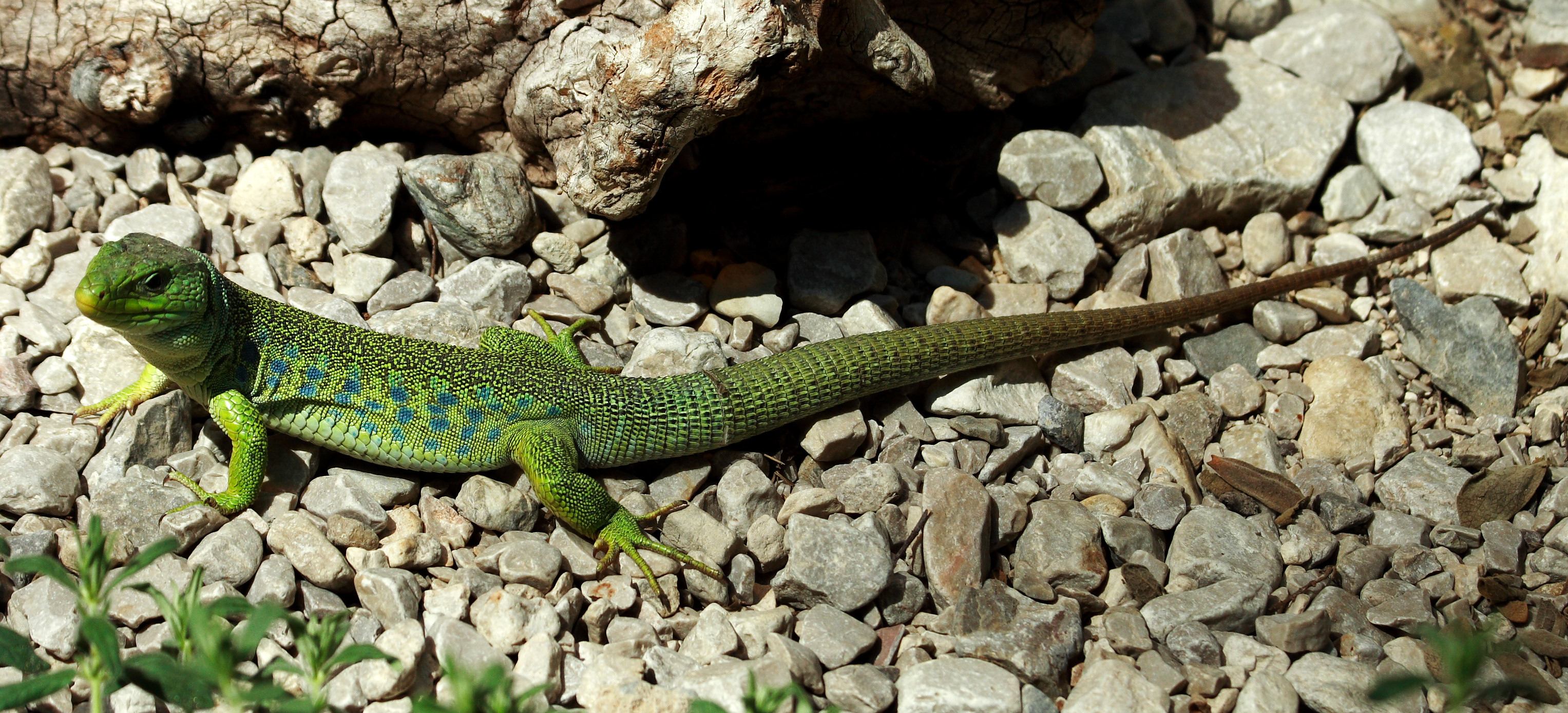
Perleidechse

Die Perleidechse kommt auf der gesamten Iberischen Halbinsel mit Ausnahme der nordspanischen Biskayaküste und der höheren Pyrenäen, in Südfrankreich (Aquitanien, Languedoc-Roussillon, Tal der Rhone, Provence) und im äußersten Nordwesten Italiens vor. Sie lebt vor allem auf trockenen und sandigen bis steinigen Biotopen, darunter auch Kulturlandschaften wie Weinberge. Im Gebirge ist sie bis in Höhen von 2100 Metern anzutreffen.

## Beschreibung
Die Perleidechse erreicht eine Länge von 60 bis 65 Zentimeter, in Ausnahmefällen auch von 90 Zentimeter und ist von kräftiger, gedrungener Gestalt. Der Schwanz ist 1,5- bis 2-mal so lang wie der Körper. Namengebend für die Perleidechse sind die höckrigen, perlförmigen Schuppen. Rücken und Flanken sind grün, selten auch grau oder bräunlich gefärbt und mit einem netzartigen Muster durchzogen. An den Flanken sind blaue Flecken mit einer schwarzen Einfassung zu sehen. Die Bauchseite ist gelblich bis cremefarben, seltener grünlich gefärbt. Speziell die Männchen haben einen mächtigen Kopf mit aufgetriebener Wangenregion. Der Schwanz ist an der Wurzel dick, endet aber spitz zulaufend. Jungtiere sind grün und haben auf der Oberseite zahlreiche gelbe oder weißliche, schwarz umrandete Flecken.

## Lebensweise
Perleidechsen sind sehr sonnenhungrig, besonders Anfang März nach und wieder im Oktober vor der Winterruhe. Im Sommer, wenn die Temperaturen hoch genug sind, wird das Sonnenbaden eher eingeschränkt. Perleidechsen graben sich als Schutz vor Feinden und für die Nachtruhe einen unterirdischen Bau, beziehen den Bau eines Nagers oder verbergen sich in Geröllhaufen oder in hohlen Baumstämmen. Auf der Flucht können sie, Körper und Schwanz etwas über den Boden erhoben, recht schnell laufen. Zu den natürlichen Feinden der Perleidechse zählen die Europäische Eidechsennatter, der Zwergadler, der Habicht und die beiden Milanarten. Bedrohte Tiere drohen fauchend und springen den Gegner sogar an. Perleidechsen sind recht streitbar und verteidigen ihr Revier gegenüber Artgenossen erbittert.

## Nahrung
Die Perleidechse lebt überwiegend von tierischer Kost wie größeren Insekten (Käfer, Heuschrecken, Grillen), Schnecken, aber auch von wehrhaften und übel schmeckenden wirbellosen Tieren wie Skorpionen und Skolopender. Daneben fressen sie hin und wieder überreife süße Früchte und kleine Wirbeltiere.

## Fortpflanzung

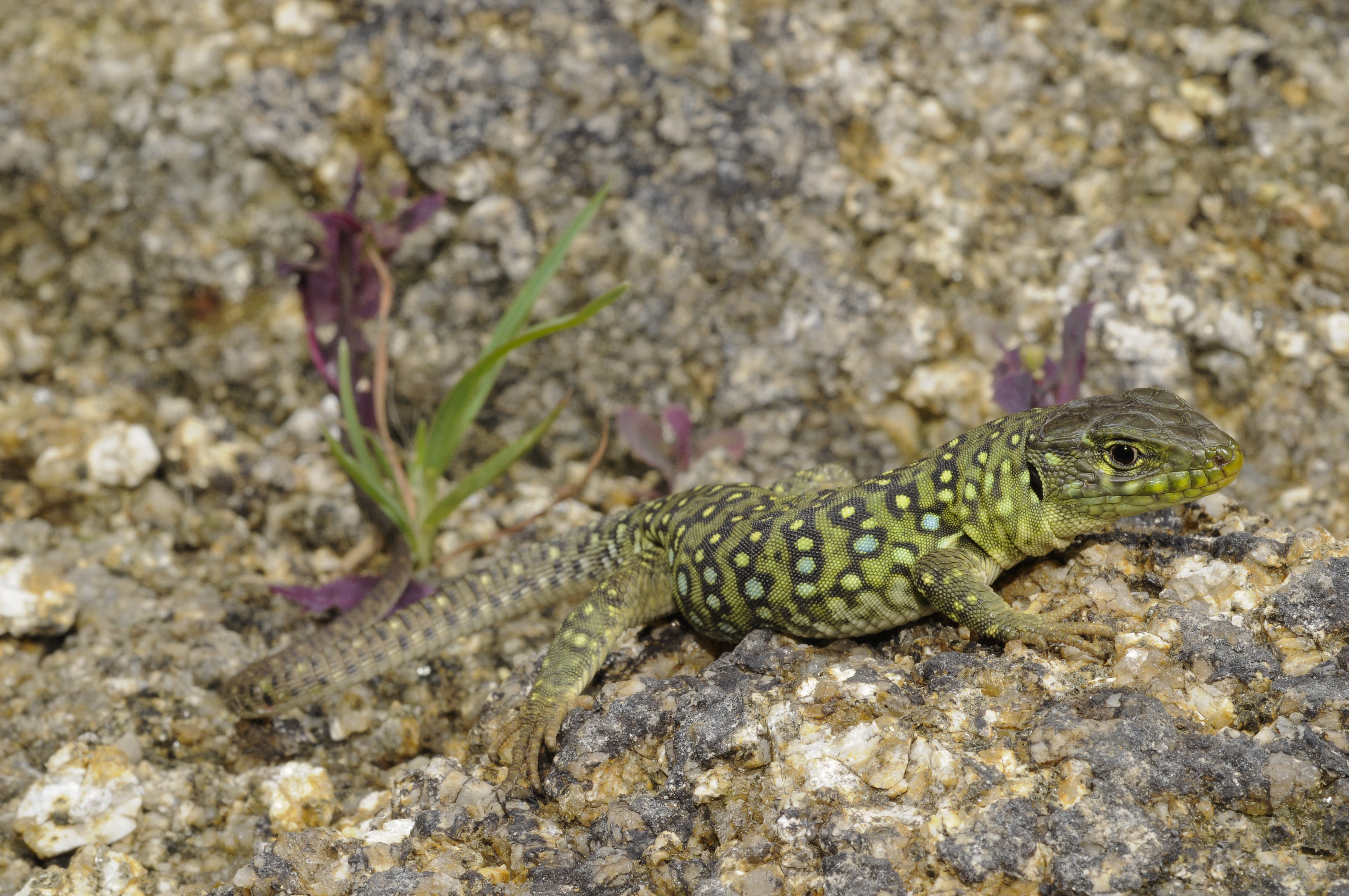
Perleidechse (Timon lepidus) Jungtier im Jugendkleid (Katalonien/Spanien)

Männliche Perleidechsen sind mit einem Alter von zwei, Weibchen mit drei Jahren geschlechtsreif. Die Paarungszeit beginnt kurz nach der Winterruhe. Männchen stellen durch Bezüngeln der Kloake der Weibchen deren Paarungsbereitschaft fest. Das Weibchen gräbt eine Grube in den sandigen Boden und legt bis zu 20 Eier in die Mulde. Das Nest wird nach der Eiablage sorgfältig mit Sand zugedeckt. Nach etwa drei Monaten schlüpfen die Jungechsen, die eine Schlupflänge von 10,5 bis 12 Zentimeter haben. 

## Unterarten
- Timon lepidus ibericus (López-Seoane, 1884)
- Timon lepidus lepidus (Daudin, 1802)
- Timon lepidus oteroorum (Castroviejo & Mateo, 1998)

Die ehemals als Unterart anerkannte Betische Perleidechse (Timon lepidus nevadensis (Buchholz, 1963)) gilt mittlerweile als eigene Art.